# Arroyo de Pintos (Río de la Plata)
Der Arroyo de Pintos ist ein kleiner Fluss im Süden Uruguays.
Er entspringt auf dem Gebiet des Departamento Colonia nordwestlich von Santa Ana und El Ensueyo. Von dort fließt er in südliche Richtung bis zu seiner Mündung wenige Kilometer westlich El Ensueyo als linksseitiger Nebenfluss in den Río de la Plata.